# 星川長七
星川 長七（ほしかわ ちょうしち、1908年10月13日 - 1996年9月17日）は、日本の法学者。

## 人物・来歴
山形県新庄市出身。早稲田大学法学部卒業。早稲田大学法学部教授を務めた後、1987年から1991年まで初代駿河台大学学長を務めた。1980年、勲三等瑞宝章を受章。1996年9月17日、腎不全のため死去。